# Szolem Mandelbrojt
Szolem Mandelbrojt (10. ledna 1899 Varšava, Polsko, Ruské impérium – 23. září 1983 Paříž, Francie) byl francouzský matematik původem z Litvy. Přednášel tento obor na pařížské Collège de France. Byl strýcem matematika Benoîta Mandelbrota, který mimo jiné založil obor fraktální geometrie.

## Biografie

### Původ
Kořeny rodiny Mandelbrojtů jsou na Litvě. Zde byli váženou a respektovanou vzdělaneckou rodinou. Mnozí mužští předkové rodiny patřili k uznávaným a vzdělaným židovským duchovním - rabínům. Vzhledem ke komplikované politické a ekonomické situaci rodina opustila Litvu a přes východoukrajinský Charkov docestovala do polské Varšavy, kde Szolem Mandelbrojt poté studoval na univerzitě.

### Studium
Během občanské války po ruské revoluci strávil Szolem Mandelbrojt krátkou dobu v Charkově, kde navštěvoval přednášky matematika Sergeje Bernštejna. Díky jeho přednáškám se stal velkým obdivovatelem díla matematika Henriho Poincarého a jeho následovníků, kteří tehdy pracovali zejména v Paříži. Rozhodl se tedy odejít do Paříže a pokračovat zde ve studiu matematiky, zejména matematické analýzy. Nadaný mladý vědec byl bezvýhradně přijat a začal přednášet na Collège de France. Dokonce jako jeden ze čtyř profesorů zastupoval Francii v Charkově v roce 1930 na Prvním sjezdu matematiků. Ve Francii se Szolem Mandelbrojt spřátelil s charismatickým matematikem Andrém Weilem (1906-1998). Weil se brzy stal duchovním vůdcem francouzských matematiků a spolu se Szolemem založili „tajný“ matematický kult, nazvaný Nicolas Bourbaki, kterého jako matematika velmi uznávali.

### Druhá světová válka
Po vypuknutí druhé světové války Szolem Mandelbrojt odmítl kancelářskou práci, která by byla přiměřená jeho postavení profesora, a nechal se odvést jako vojín do protiletadlové jednotky. Byl odvelen do Tulle, městečka ve střední Francii. Po pádu Paříže roku 1940 se do Tulle uchýlila i celá rodina Mandelbrojtů. Pro jeho mladého synovce Benoîta to bylo velmi významné, neboť zde fungovala střední škola a Benoît Mandelbrojt (později Mandelbrot) zde mohl pokračovat ve studiu. Bitva o Francii netrvala dlouho a skončila porážkou země a postupnou okupací Německem. Szolem Mandelbrojt byl demobilizován a krátce poté odjel za pomoci Louise Rapkina (1904-1948), který pracoval v Pasteurově institutu v Paříži, a Rotschildovy nadace do Houstonu v Texasu a nastoupil na Riceův institut. Jeho seznámení se s prostředím amerických univerzit pomohlo v mnohých ohledech i později synovci Benoîtovi Mandelbrotovi v jeho kariéře matematika.

## Profesor na Collège de France
Po osvobození Paříže od okupace nacistickým Německem se Szolem Mandelbrojt vrátil do Evropy a v březnu 1945 nastoupil zpět na své profesorské místo na Collège de France. Jeho „duchovním otcem“ byl jím obdivovaný Jacques Hadamard (1865-1963), který působil po většinu své kariéry jako profesor na Collège de France. Již v roce 1937 se Mandelbrojt stal jeho nástupcem na Collège de France. V roce 1973 byl jmenován francouzskou Académie des Sciences na místo, které kdysi patřilo Henrimu Poincarému, pak dlouhou dobu Hadamardovi a krátce po něm Paulu Lévymu.

## Vztah k synovci Benoîtovi Mandelbrotovi
Szolem Mandelbrojt po celý život sledoval kariéru svého synovce Benoîta Mandelbrota. O důležitostí a úctě, jaké se těšilo vzdělání v rodině Mandelbrotů, vypovídá i následující citát, jehož je Szolem Mandelbrojt autorem.
Být vědcem, myslitelem, vynálezcem se považovalo za vyšší povolání, za něco takřka božského. O vědci nebo jiném tvůrčím člověku se říkalo, že je „ohromný“. Pro mladé příslušníky naší domácnosti a mé přátele bylo fantastickou a mimořádnou výsadou moci zasvětit život myšlení a vědě. Peníze mnoho neznamenaly a o bohatství nebo kariéru se u nás neusilovalo. Vůbec ne! Naopak, každý se chtěl obětovat pro vědu.